# NGC 3285
NGC 3285 é uma galáxia espiral barrada (SBa) localizada na direcção da constelação de Hydra. Possui uma declinação de -27° 27' 16" e uma ascensão recta de 10 horas, 33 minutos e 35,8 segundos.
A galáxia NGC 3285 foi descoberta em 24 de Março de 1835 por John Herschel.